# Георге Албу
Георге Албу (рум. Gheorghe Albu; 12 вересня 1909, Арад — 26 червня 1974, Фегераш) — румунський футболіст і футбольний тренер, учасник чемпіонату світу 1934 року і тренер збірної Румунії в 1950 році.

## Кар'єра гравця

### Клубна
Почав кар'єру в 1924 році, виступаючи за молодіжний склад арадського клубу АМЕФ до 1929 року, після чого перейшов в інший клуб Арада — «Глорію». Вийшов у фінал чемпіонату Румунії 1929/1930, де його клуб програв бухарестському «Ювентусу». У 1933 році перейшов в бухарестський «Венус», з яким виграв чотири чемпіонати країни. Завершував кар'єру в клубі «Крайова» з 1940 по 1944 роки.

### Збірна
Дебютував у збірній у травні 1931 року в матчі проти Болгарії (перемога Румунії 5:2). Брав участь у чемпіонаті світу 1934 року. Всього зіграв 42 гри, з них у 19 виходив як капітан команди. Прощальний матч провів у грудні 1938 року проти Чехословаччини (поразка Румунії 1:2).

## Кар'єра тренера
Після війни тренував ряд команд, у 1950 році керував збірною Румунії.
З 1964 року і до кінця життя працював в академії клубу «Нітрамонія» з Ферегаша, керуючи юнацькими командами.

## Досягнення
- Чемпіон Румунії: 1933/34, 1936/37, 1938/39, 1939/40, 1948/49